# Duster
Duster — американская группа, существовавшая с 1997 по 2000 год, позже в 2018 году возобновившая свою деятельность и существует до сих пор. Исполняет музыку в стилях спейс-рок и сэдкор. 
Группа была сформирована Клэем Партоном и в 1998 году выпустила дебютный альбом Stratosphere. Через год был выпущен мини-альбом 1975, в 2000 году вышел второй студийный альбом Contemporary Movement, группа так же выпускала альбомы Capsule Losing Contact и Duster в 2019 году и  Together в 2022. В 2023 вышло 2 альбома под названиями Moods, Modes и Remote Echoes. 
После распада группы Партон стал барабанщиком группы El Buzzard, а также создал свой проект Eiafuawn. Альбертини создал собственную группу Helvetia и записал три альбома на лейбле Партона, The Static Cult Label. Партон и Эмбер позже создали совместный лейбл The Earth Low Orbit.

## Участники
- Клэй Партон — вокал
- Дав Эмбер — гитара, бас-гитара
- Джейсон Альбертини — барабаны

## Дискография

### Альбомы
- Stratosphere (1998)
- Contemporary Movement (2000)
- Duster (2019)
- Together (2022)
- Moods, Modes (2023)
- Remote Echoes (2023)
- In Dreams (2024)

### Мини-альбомы
- 1975 (1999)

### 7"
- Transmission, Flux (1997)
- Apex, Trance-Like (1998)